# Puberruil
Puberruil is een televisieprogramma van de KRO-NCRV waarin wekelijks twee pubers gevolgd worden uit een geheel andere leefomgeving, waarbij de pubers gedurende vijf dagen van gezin ruilen. De grote vraag in het programma is hoe de pubers reageren in een totaal andere leefomgeving met nieuwe ouders, nieuwe vrienden en totaal andere regels in huis. In het programma nemen de pubers ook deel aan de wekelijkse activiteiten die de andere puber uitvoert zoals hobby's, uitgaan en sport. Het concept van dit programma lijkt hierdoor sterk op het al bestaande programma Jouw vrouw, mijn vrouw. 
De serie liep van 2006 tot 2013 en van 2016 tot 2017, met Ajouad El Miloudi als presentator. In 2022 werd er een nieuwe reeks uitzonden, ditmaal met Jan Kooijman als presentator.
Een van de deelnemers aan de allereerste afleveringen van het televisieprogramma was de, toen 18-jarige, Akwasi.

## Puberruil Zapp
Vanaf 2009 produceerde de KRO Puberruil Zapp (de jeugdversie van Puberruil) die uitgezonden werd door de omroep Zapp op NPO 3. Puberruil Zapp werd tevens gepresenteerd door Ajouad El Miloudi.